# Capovoga

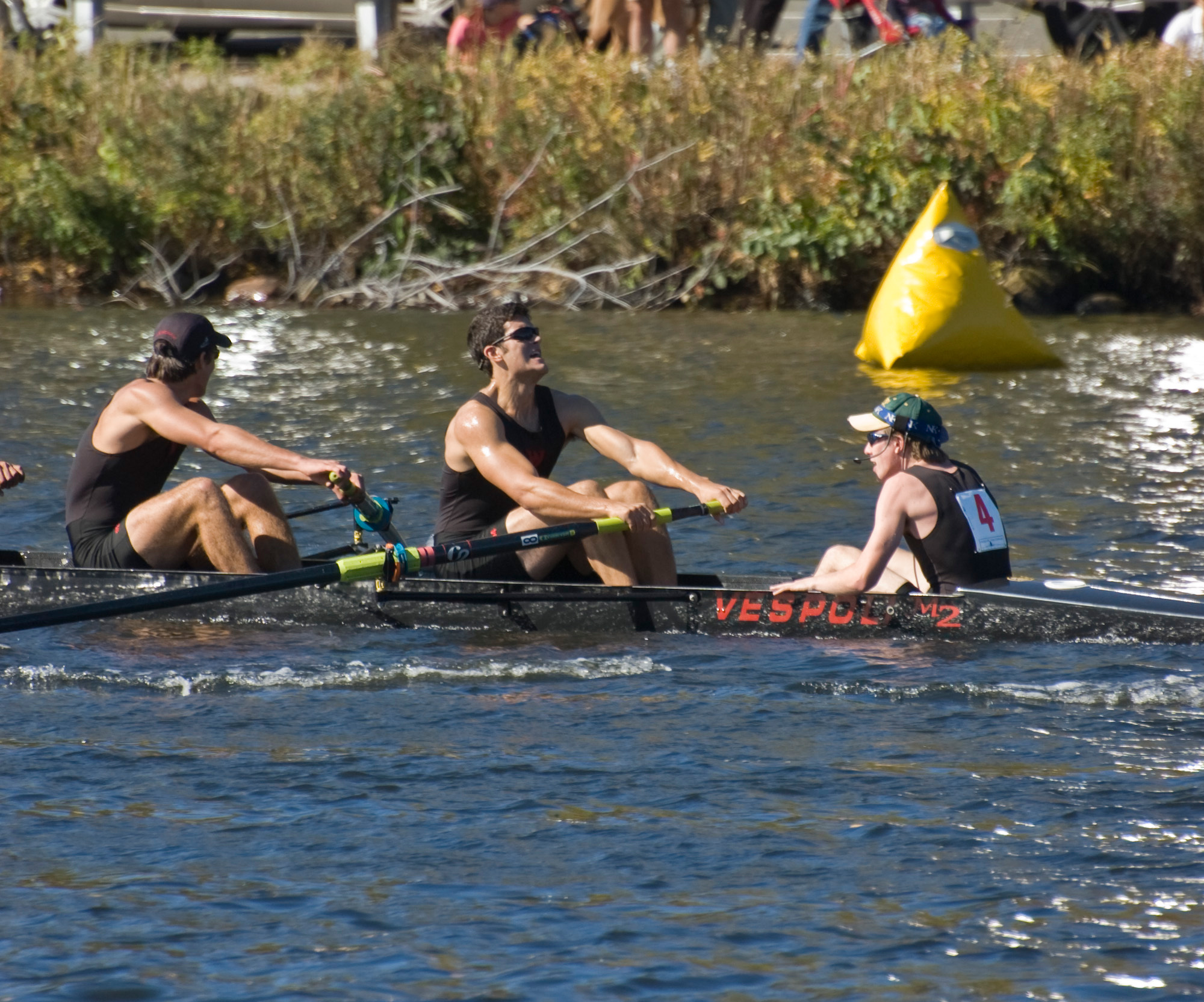
Il capovoga, in un equipaggio di quattro con e di otto, è posto a poppa, di fronte al timoniere

Il capovoga in una imbarcazione a remi è quel componente dell'equipaggio che siede nel primo carrello dando le spalle agli altri rematori, che devono adattarsi al suo ritmo di vogata.

## Nel canottaggio

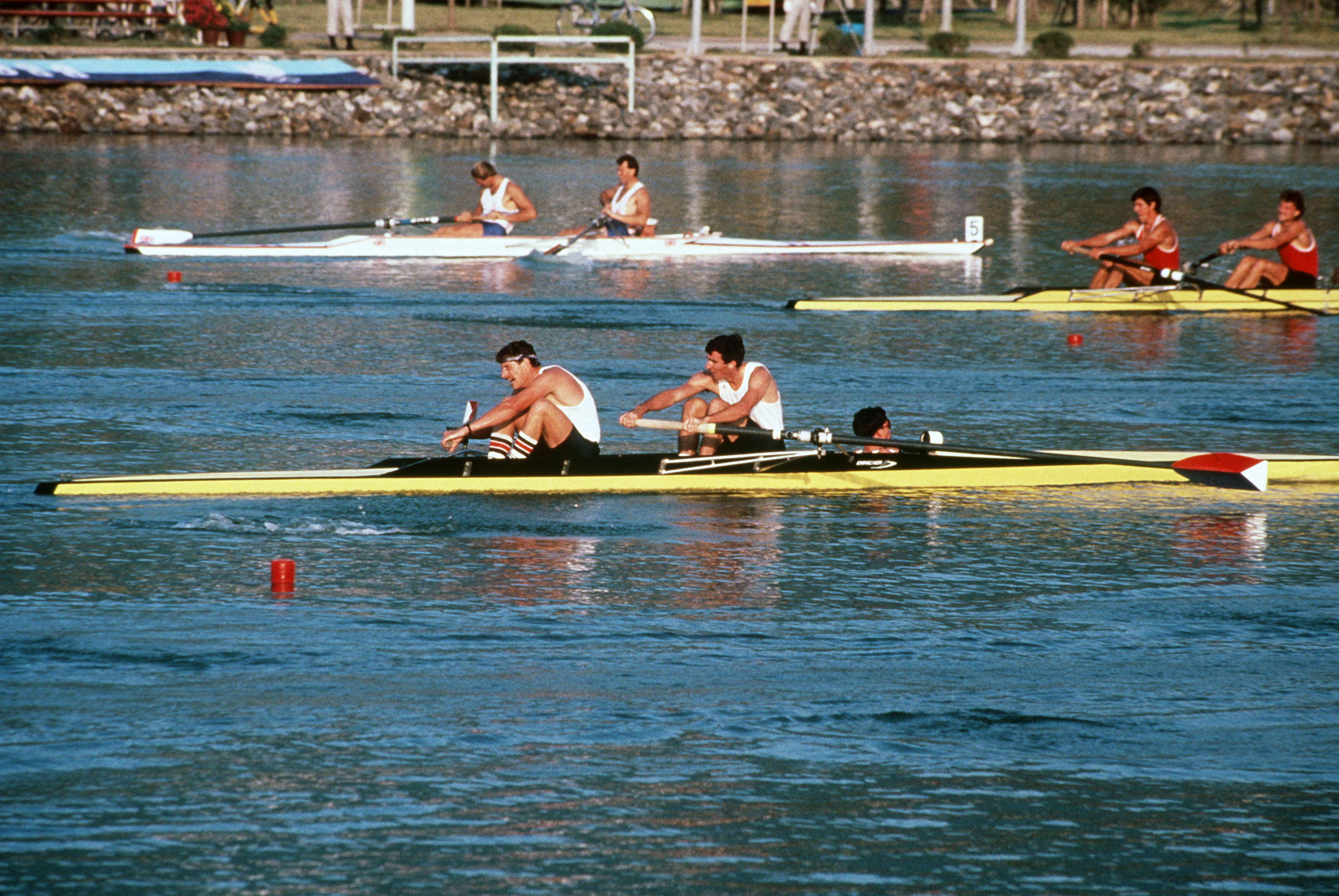
Il capovoga nel due con volge le spalle al prodiere ed è posto nella prua dell'imbarcazione

Il capovoga, in un equipaggio di quattro con e di otto, è posto a poppa, di fronte al timoniere.
Mentre nel due con volge le spalle al prodiere ed è posto nella prua dell'imbarcazione
Tra i capovoga del due con, con il più ricco palmarès olimpico, si ricordano il britannico Steve Redgrave (che pur cambiando, di volta in volta, il compagno prodiere, ha conquistato ben 5 volte l'alloro olimpico) e l'italiano Giuseppe Abbagnale.